# Ion Mușlea
Ion Mușlea (n. 29 septembrie 1899, Rodbav, comitatul Făgăraș – d. 27 iulie 1966, Cluj) a fost un folclorist român.

## Familia
Ion Mușlea a fost fiul învățătorului Candid Mușlea și al Ecaterinei Mușlea, născută Pitiș. Ion Mușlea a fost fratele preotului Candid Mușlea.

## Studiile
A fost licențiat al Facultății de litere a Universității din Cluj (1922). În perioada 1923-1925 se află la Paris  la „École roumaine en France”; se specializează în folclor și frecventează „L’École des langues orientales vivantes”, unde ține o conferință despre „Cendrillon”.
Activitatea sa la Școala Română de la Fontenay-aux-Roses s-a materializat prin două studii importante: „Le cheval merveilleux dans l’épopée populaire” (1924) și „La mort-mariage: une particularité du folklore balcanique” (1925).
Întors la Cluj, lucrează la Biblioteca Universității, colaborând și la Muzeul Etnografic al Ardealului. În anii 1920 s-a format la Muzeul limbii române, în jurul lui Sextil Pușcariu, o adevărată „școală lingvistică” cunoscută și peste hotare. Mușlea colaborează la partea de folclor a chestionarelor. În cadrul Societății etnografice române, prezintă comunicarea „Șcheii de la Cergău și folclorul lor”.
În 1927 și-a susținut teza de doctorat cu titlul „Obiceiul junilor brașoveni”.

## Cariera științifică
După o călătorie de documentare la vechile arhive folclorice din țările nordice, în anul 1929, adresează un memoriu Academiei Române, în care atrage atenția asupra primejdiei dispariției „monumentelor singurei noastre civilizații autohtone” și propune înființarea unei Arhive de folclor; aceasta ia naștere în 1930 la Cluj, pe lângă Muzeul limbii române, sub conducerea lui Ion Mușlea. Întâia îndatorire a viitoarei instituții consta în organizarea unor culegeri sistematice din întreaga țară, prin chestionare și specialiști trimiși pe teren, precum și  publicarea unui „Anuar al Arhivei de folclor”. În cele șapte volume ale Anuarului - apărute în perioada 1932-1945 – au fost tipărite atât monografii folclorice, cât și studii legate de istoria folclorului și a folcloristicii românești. Mușlea publică astfel lucrările Academia Română și folclorul, Ion Bianu și folclorul, Ovid Densusianu, folclorist, precum și monografia Cercetări folclorice în Țara Oașului. După 1930 a fost numit director al Bibliotecii Universității din Cluj, însă continuă munca începută la Arhiva de folclor, întocmind și publicând o serie de bibliografii anuale ale tuturor tipăriturilor mai importante ce conțin articole de cultură populară. De asemenea, are o contribuție importantă și la bibliografia etnografică internațională, prin colaborarea, începută în anul 1928, cu elvețianul Paul Geiger.
În anul 1947 a fost ales membru corespondent al Academiei Române.
Odată cu instaurarea comunismului, Ion Mușlea va fi înlăturat de la Biblioteca Universității și din Academie. Cu timpul, i se va permite să activeze în cadrul Bibliotecii Filialei Cluj a Academiei și a Institutului de lingvistică din Cluj, unde fusese înglobată și Arhiva. De acum viața și activitatea folcloristului este consacrată cercetării științifice. Mușlea abordează o lucrare extrem de vastă, constând în extragerea materialului folcloric din răspunsurile la Chestionarul lui Hașdeu. Din păcate nu va reuși să o ducă la bun sfârșit, fiind publicată abia în 1970 de către Octavian Bârlea. În schimb, a încheiat lucrarea monografică „Icoanele pe sticlă și xilogravurile țăranilor români din Transilvania” (1957) care – dat fiind conținutul – nu va vedea lumina tiparului decât în 1994.
În aceiași ani ’50, deosebit de rodnici, Mușlea publică ediția critică a colecției Nicolae Pauleti, lucrările despre Ion Pop-Reteganul sau comunicările despre Jocurile de copii, Joimărița și Moses Gaster sau Timotei Cipariu, ocupându-se intens și de cercetarea teatrului popular. Mai puțin cunoscută a rămas, însă, activitatea substanțială pe care a desfășurat-o în domeniile bibliologiei, biblioteconomiei sau a istoriei tipăriturilor vechi.

## Viața privată
În anul 1928 s-a căsătorit cu fosta sa colegă de facultate Maria Lipăneanu (1901-1967).

## Opera
- Obiceurile junilor brașoveni, studiu de folclor, Cluj, 1931;
- Cercetări folclorice în Țara Oașului, Cluj, 1932;
- Contribuțiuni la cunoașterea bibliotecilor românești ale orașelor din Transilvania (până la Unire), Cluj, 1935;
- Pâinea pruncilor (Bălgrad 1702). Din istoria unei cărți vechi românești, în Omagiu profesorului Ioan Lupaș, București, 1941;
- George Pitiș, folclorist și etnograf, București, 1968;
- Tipologia folclorului din răspunsurile la chestionarele lui B.P. Hașdeu (în colaborare cu Ovidiu Bârlea), București, 1970;
- Viața și opera doctorului Vasile Popp (1789-1842). „Anuarul Institutului de istorie națională”, V, 1928, pp. 86-158
- Șcheii de la Cergău și folclorul lor. „Dacoromania”, 5 (1927-1928) Cluj, 1929, pp. 1-50. Cf. și „Ion Mușlea, Cercetări Etnologice Zonale”, Cluj-Napoca, Editura Fundației pentru Studii Europene, 2004, p. 536
- Obiceiul Junilor brașoveni. Studiu de folclor. „Lucrările Institutului de geografie al Universității din Cluj”,Cluj, 4 (1930). p 74
- Biblioteca Universității din Cluj”. „Boabe de grâu”, I, nr. 5, 1930, pp. 1–18.
- Anuarul Arhivei de folclor (I). Cluj, Cartea Românească, 1932, p. 254
- Academia Română și folclorul. „Anuarul Arhivei de folclor” 1 (1932), pp. 1–7; cf. și ibid., p. 253 (rezumat francez)
- Bibliografia folclorului românesc pe anul 1930. „Anuarul Arhivei de folclor”, 1 (1932), pp. 241–249
- Anuarul Arhivei de folclor II. București, Imprimeria Națională, 1933, p. 250
- Variantele românești ale snoavei despre femeia necredincioasă (Der Schwank vom alten Hildebrand. „Anuarul Arhivei de folclor”, 2 (1933), pp. 195–216; cf. și ibid., p. 250 (rezumat francez)
- Bibliografia folclorului românesc pe anii 1931-1932. „Anuarul Arhivei de folclor”, 2 (1933), pp. 229–246
- Cercetări folclorice în Valea Gurghiului. Cf. „Ion Mușlea, Cercetări Etnologice Zonale”, Cluj-Napoca, Editura Fundației pentru Studii Europene, 2004, p. 536
- Anuarul Arhivei de folclor (III). Imprimeria „Cartea Românească”, Buc., 1935, p. 215
- Ion Bianu și folclorul nostru. „Anuarul Arhivei de folclor”, 3 (1935), pp. 1–6; cf. și ibid., p. 213, rezumat francez
- Alte variante românești ale snoavei despre femeia necredincioasă. „Anuarul Arhivei de folclor”, 3 (1935), pp. 169–176; cf. și ibid., p. 214, rezumat francez
- Bibliografia folclorului românesc pe anii 1933-1934. „Anuarul Arhivei de folclor”, 3 (1935), pp. 189–209
- Contribuțiuni la cunoașterea bibliotecilor românești ale orașelor din Transilvania (până la Unire), Cluj, „Cartea Românească”, 1935, p. 38
- Un sas brașovean – folclorist român: I. C. Hintz-Hintzescu. Contribuțiuni bio-bibliografice, apărute în volumul omagial dedicat fraților Lapedatu, Buc., Imprimeria Națională, 1936, pp. 563–573
- Le folklore roumain. „Revue Internationale des Etudes Balkaniques”, tome 4, 1936, pp. 567–574
- Anuarul Arhivei de folclor (IV). Imprimeria „Cartea Românească”, 1937, p. 267
- Materiale pentru cunoașterea și răspândirea ”focului viu” la români. „Anuarul Arhivei de folclor” IV (1937), pp. 237–242. cf. și ibid., pp. 266–267, rezumat francez
- Bibliografia folclorului românesc pe anul 1935. „Anuarul Arhivei de folclor” IV, (1937), pp. 243–261.
- Anuarul Arhivei de folclor (V), București, Imprimeria Națională, 1939, 216 p.
- Bibliografia folclorului românesc pe anii 1936-1937. „Anuarul Arhivei de folclor” V, (1939), pp. 177–212.
- Ovid Densușianu folclorist, „Anuarul Arhivei de folclor”, 5 (1939), pp. 1–6; cf. și ibid., p. 215, rezumat francez.
- Din istoria tipografiei, editurii și librăriei românești în Ardeal (1830-1918), „Gând românesc”, 7 (1939), pp. 415–423
- Xilogravurile țăranilor români din Ardeal. „Artă și tehnică grafică” . Buletinul Imprimeriilor statului, caietul 8, 1939, iunie-septembrie, pp.35–56[2]
- Anuarul Arhivei de folclor (VI), București, Imprimeria Națională, 1942, 446 p
- Bibliografia folclorului românesc pe anul 1938. „Anuarul Arhivei de folclor”, 6 (1942), pp. 385–422
- Doctorul Vasile Popp (1789-1842). La centenarul morții sale, „Transilvania”, 73 (1942), pp. 431–441
- Patru veacuri de la tipărirea întâiei cărți românești, „Transilvania”, 75 (1944), pp. 486–487
- Manuscrisele românești din Biblioteca centrală de la Blaj, „Transilvania”, 75 (1944), pp. 877–879
- Biblioteca Universității clujene în anii 1919-1940. „Transilvania”, 76 (1945), pp. 32–49
- Anuarul Arhivei de folclor (VII). Publicat la Sibiu, Progresul, 1945, 200 p.
- Material românesc în cercetările de folclor comparat, „Anuarul Arhivei de folclor”, 7 (1945), pp. 125–127; cf. și ibid., p. 200, rezumat francez
- Practice magice și denumirea lor în circularele episcopești și protopopești de la începutul veacului trecut, „Anuarul Arhivei de folclor”, 7 (1945), pp. 128–129; cf. și ibid., p. 200, rezumat francez
- Bibliografia folclorului românesc pe anii 1939-1943. „Anuarul Arhivei de folclor”, 7 (1945), pp. 140–198
- Le Mouvement folklorique roumain de 1940 a 1946. „Schweizerische Archiv fuer Volkskunde”, XLIV (1947), pp. 159–163
- Între Ioan Barac și Anton Pann. Paternitatea „Povestei poamelor”, „Studii literare”, 4 (1948), pp. 211–218
- Ion Pop-Reteganul folclorist. „Studii și cercetări științifice, Seria III, Științe Sociale”, 3-4, 6 (1955), pp. 45–68
- Problema jocurilor noastre copilărești (Ms. 30 p.)
- Samuil Micu-Clain și folclorul. Cu prilejul aniversării a 150 de ani de la moartea lui. „Revista de folclor”, 1 (1956), pp. 249–257. Rezumate în rusă și engleză
- Bibliografia folclorului românesc pe anii 1944-1950. „Revista de folclor”, 1 (1956), pp. 345–383.
- Importanța materialului folcloric din răspunsurile la Chestionarul Hașdeu și problema valorificării lui. Comunicare prezentată în data de 13.III.1956 la Academia R.S.R., Secția VIII. Textul este inclus în partea introductivă a volumului Tipologia folclorului din răspunsurile la Chestionarul lui B. P. Hasdeu, care ocupă în această listă poz. 69.
- Bibliografia folclorului românesc pe anii 1944-1950. – Revistele despuiate. - „Revista de folclor”, 2 (1957), nr. 1-2, p. 259
- Tiberiu Alexandru, Instrumentele muzicale ale poporului român. Lucrare apărută sub îngrijirea Institutului de folclor, București, Editura de Stat pentru Literatură și Artă, 1956, 386 p. „Revista de folclor”, 2 (1957), nr. 4, pp. 152–167
- Bibliografia folclorului românesc pe anii 1951-1955. „Revista de folclor”, 2 (1957), nr. 1-2, p. 259
- O ființă demonică românească: Joimărița. Comunicare la Academia R. S. R., București, 3.X.1957
- Dr. Moses Gaster folclorist. Comunicare la Academia R. S. R., Filiala Cluj, 1.II.1957
- Calendarele lui Barițiu (1852-1865) cu documente inedite privitoare la editarea, tipărirea și difuzarea lor. „Studii și cercetări de bibliografie”, 2 (1957), pp. 255–261
- Profesorul Ion Breazu, 1901-1958. „Revista de folclor”, 3 (1958), nr. 4, pp. 150–151
- Introducere la Bibliografia generală a etnografiei și folclorului românesc. Ms. 19 p. dactilografiate
- Cîntări și strigături românești de cari cîntă fetele și feciorii jucînd. Scrise de Nicolae Pauleti în Roșia, în anul 1838. Ediție critică, cu un studiu introductiv de Ion Mușlea, București, Editura Academiei R. P. R. , 1962, 316 p., 4 f. [o comunicare despre Pauleti, la Secția de istorie literară și folclor, în 25.III.1962].
- Tîrgurile de la Găina și Călineasa în însemnările călătorilor, savanților și literaților [Comunicare la Secția de ist. lit. și folclor-Cluj, 26.V.1963]
- Cîntecul istoric. „Istoria literaturii române”, I, București, Editura Academiei R.P.R., 1964, pp. 163–174
- [Jocul cu pomul]. „Istoria literaturii române” I, București, Editura Academiei R.P.R., 1964, pp. 75–76
- Le „Paradiesspiel” chez les Roumains. Du repertoire dramatique des mineurs de Transylvanie, rezumat în VII-eme Congres International des Sciences Anthropologiques et Ethnologiques, Moscou, 3-10 Aout 1964.*
- Timotei Cipariu și literatura populară [în vol.] Studii de istorie literară și folclor, Editura Academiei R.P.R., 1964, pp. 163–199.
- „Cîntare și verș la Constantin”. Sfîrșitul lui Brîncoveanu în repertoriul dramatic al minerilor români din nordul Transilvaniei, [în vol.] Studii de istorie literară și folclor, Editura Academiei R.P.R., 1964, pp. 21–61
- Contribuții la studiul Mioriței. Comunicare la Secția de etnografie și folclor, 4.V.1965 și la Sesiunea de etnografie și folclor, Buc., oct. 1965].
- Atanasie Marienescu folclorist. ;„Studia Universitatis Babeș-Bolyai, Series Philologia”, Fasciculus 2, 1965, pp. 141–147.
- Noi contribuții la studiul „Obiceiului Junilor brașoveni”. „Anuarul Muzeului etnografic al Transilvaniei pe anii 1961-1964”, Cluj, 1966, Rez. rusă și germană.
- La centenarul nașterii lui Artur Gorovei. „Anuarul Muzeului etnografic al Transilvaniei pe anii 1961-1964”, Cluj, 1966, pp. 307–319. Rez. rusă și germană.
- G. Alexici, Texte din literatura populară română. Tom II. (inedit). Publicat cu un studiu introductiv, note și glosar de Ion Mușlea. Editura Academiei R.P.R., 1966, 236 p., 2 f.

Postume:
- Date noi privitoare la cunoașterea bibliotecilor românești ale orașelor din Transilvania. [în vol.] „probleme de bibliologie”, II, București, Comitetul de Stat pentru Cultură și artă, Consiliul așezămintelor Culturale, Biblioteca activistului cultural, 1967, pp. 119–139
- Cîteva însemnări despre „Antologia” liricii populare a lui Lucian Blaga. „Steaua”, 18, (1967), nr. 6, pp. 124–127
- Vasile Popp. Istoria literaturii române, vol. II, Buc.,1968, pp. 117–119
- George Pitiș, folclorist și etnograf, București, Editura pentru literatură, 1968, 234 p.,9 pl., 1 hartă, 1 f.
- Lucian Blaga – bibliotecar (fapte, amintiri, mărturisiri) „Steaua”, (1969), nr. 5, pp. 5–10.
- Ion Mușlea, Ovidiu Bîrlea „Tipologia folclorului din răspunsurile la Chestionarul lui B. P. Hașdeu”. Prefața și studiile introductive (81 p.) de Ovidiu Bîrlea și Ion Mușlea, București, Ed. Minerva, 1970, p. 634.
- Ion Mușlea, Cercetări etnografice și de folclor. Ediție îngrijită, cu studiu introductiv, bibliografie, registrul corespondenței de specialitate, indice de Ion Taloș. I-II. București, Editura Minerva, 1971-1972, XLVIII + 336+528 p.
- Din activitatea mea de folclorist. Contribuții la cunoașterea mișcării folclorice românești între anii 1925-1965. Lucrarea a apărut în „Anuarul de folclor”, I, Cluj-Napoca, 1980, pp. 5-49, fiind inclusă și în volumul Ion Mușlea, Arhiva de folclor a Academiei Române, Cluj-Napoca, Editura Fundației pentru Studii Europene, 2005, pp. 141-208.
- Ion Mușlea Icoanele pe sticlă și xilogravurile țăranilor români din Transilvania. București, Editura „Grai și Suflet – Cultura Națională”, 1995, p. 236, 65 planșe color, 35 reproduceri alb-negru. Versiuni franceză, engleză, germană.
- Ion Mușlea, Bibliografia folclorului românesc – 1930-1955, Ediție și cuvânt înainte de Iordan Datcu. București, Editura Saeculum I. O., 2003, p. 288.
- Ion Mușlea, Cercetări Etnologice Zonale, Ediție critică, note și un glosar de Ion Cuceu și Maria Cuceu. Studiu introductiv de Ion Cuceu. Cluj, Editura Fundației pentru Studii Europene, 2004, p. 536.
- Ion Mușlea, Arhiva de folclor a Academiei Române. Studii, memorii ale întemeierii, rapoarte de activitate, chestionare 1930-1948, Ediție critică, note, cronologie, comentarii și bibliografie de Ion Cuceu și Maria Cuceu. Prefață de Ion Cuceu. Cluj, Editura Fundației pentru Studii Europene, 2005, p. 78-80.

Colaborator:
- Volkskundliche Bibliographie fuer das Jahr 1928, herausgegeben von Paul Geiger, Berlin und Leipzig, 1933, ... fuer die Jahre 1929 und 1930, Berlin, 1935; ... fuer die Jahre 1931 und 1932, Berlin, 1937; ... fuer die Jahre 1933 und 1934, Berlin, 1939; ... fuer die Jahre 1935 und 1936, Berlin, 1941; ... fuer die Jahre 1937 und 1938, Berlin, 1957; ... fuer die Jahre 1939-1941, Basel, 1949 ; ... fuer die Jahre 1955-1956, Bonn, 1962 (sub titlul Internationale Volkskundliche Bibliographie, herausgegeben von Robert Wildhaber).
- Minerva, Enciclopedie română, Cluj, 1929
- Bibliografia generală a etnografiei și folclorului românesc, vol. I, (1800-1891), București, 1968; vol. II (1892-1904) București, 2002.